# Сан-Фердинандо
Сан-Фердинандо (итал. San Ferdinando) — коммуна в Италии, располагается в регионе Калабрия, подчиняется административному центру Реджо-Калабрия.
Население составляет 4306 человек, плотность населения составляет 331 чел./км². Занимает площадь 13 км². Почтовый индекс — 89026. Телефонный код — 0966.
Покровителем населённого пункта считается San Ferdinando. Праздник ежегодно празднуется 30 мая.